# انگشتانه

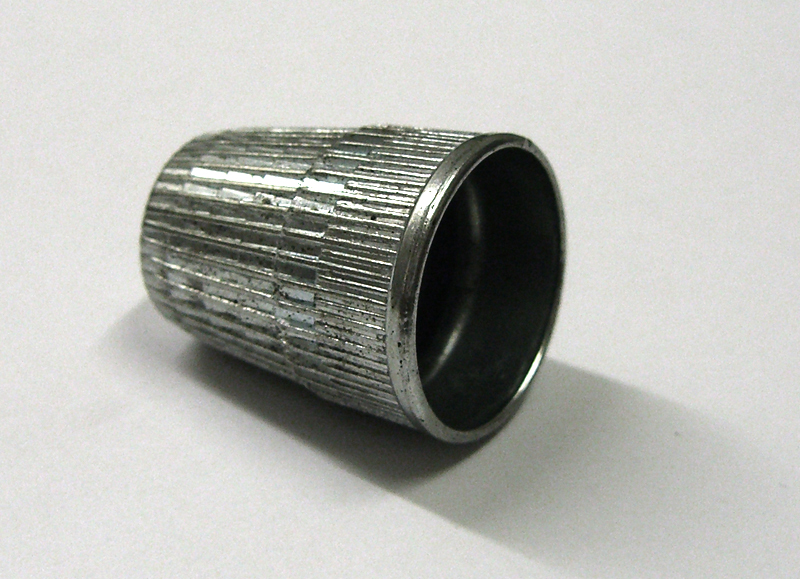
یک انگشتانه

انگشتانه که با نام‌های انگشت‌دانه یا انگشت‌دونه هم شناخته می‌شود وسیله‌ای است که از آن برای خیاطی استفاده می‌کنند. انگشتانه ابزاری است از جنس فلز و سخت که آن را نوک انگشت گذاشته تا مانع فرورفتن سوزن حین خیاطی به انگشت شود. انگشتانه قدمتی زیاد بین خیاط‌های ایران دارد بطوریکه تمام خیاط‌ها انگشتانه را به خوبی می‌شناسند و حداقل یکبار از آن استفاده کرده یا آن را دیده‌اند.
نخستین انگشتانه‌های آمریکایی از استخوان نهنگ ساخته شدند که مزین به طرح‌های مینیاتوری و غالباً تذهیب‌شده بودند که مجموعه‌های باارزشی تلقی می‌گردند و تعداد قابل‌توجهی از آنها در موزه نیوانگلند به نمایش گذاشته شده‌است. در طول جنگ جهانی اول و در کشور انگلستان نیز از کسانی که چیزی برای بخشیدن و کمک به ارتش نداشتند، انگشتانه‌های نقره‌ای توسط دولت بریتانیا پذیرفته و سپس برای تهیه تجهیزات طبی و بیمارستانی ذوب می‌گردیدند. در دهه‌های ۱۹۳۰ تا ۱۹۴۰ نیز نوعی از انگشتانه‌های شیشه‌ای متداول گردید که بیشتر جنبهٔ تبلیغاتی داشتند. گذاشتن انگشتانه‌های ساخته‌شده از چوب صندل در میان البسه و پارچه‌ها در قدیم، یکی از متداول‌ترین و رایج‌ترین شگردها برای دور نگه‌داشتن حشراتی همچون بیدها بود. انگشتانه همچنین در ادوار مختلف به عنوان توتم و نشانه‌ای از دلبستگی و علاقه در فرهنگ عامه کاربرد داشته‌است. یکی از خرافات مرسوم در قدیم و در رابطه با انگشتانه این بود که ادعا می‌شد اگر کسی ۳ انگشتانه به شما بدهد، هرگز ازدواج نخواهید کرد.

## نگارخانه

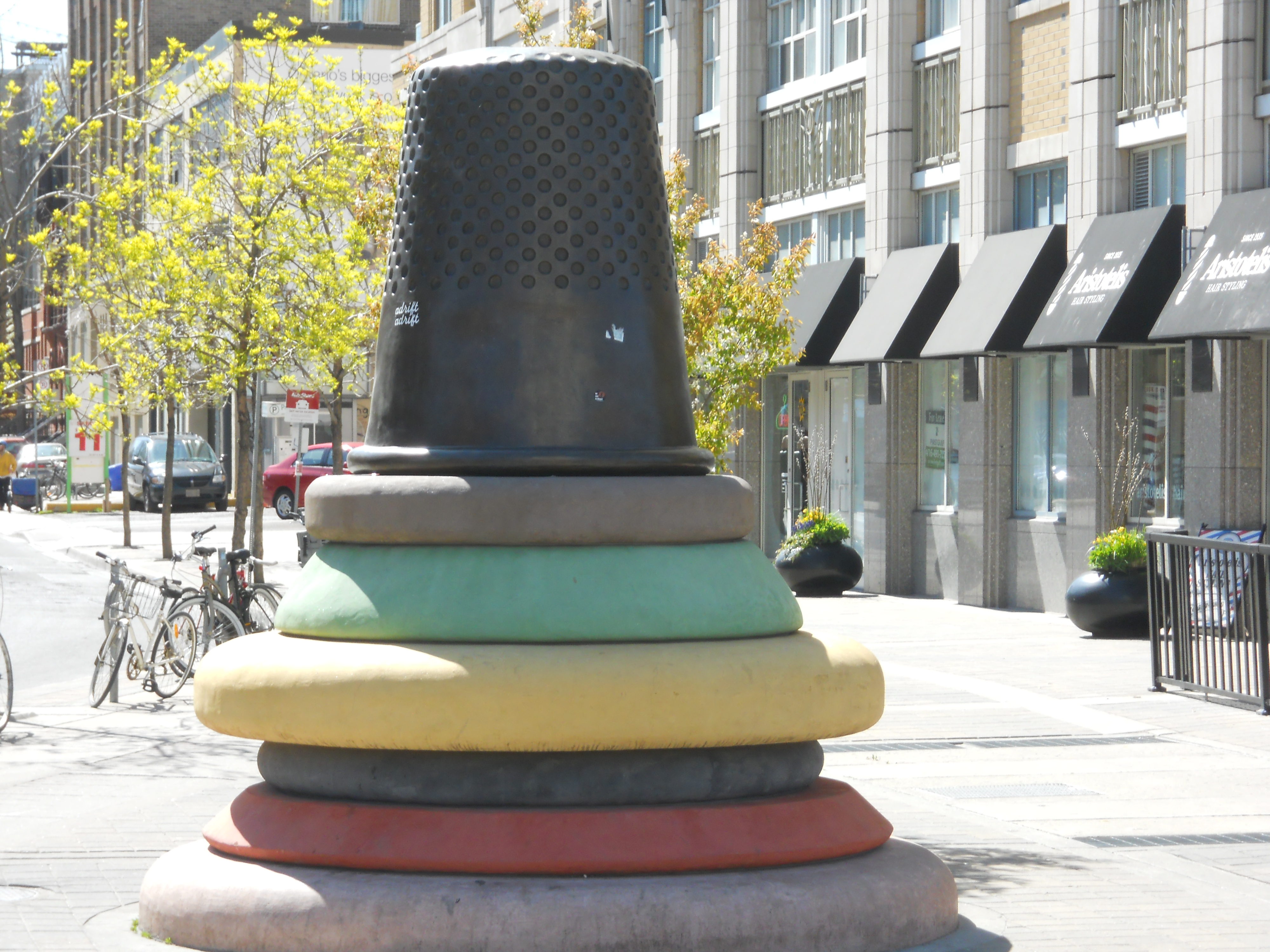
مجسمه ۹ فوتی انگشتانه در تورنتو
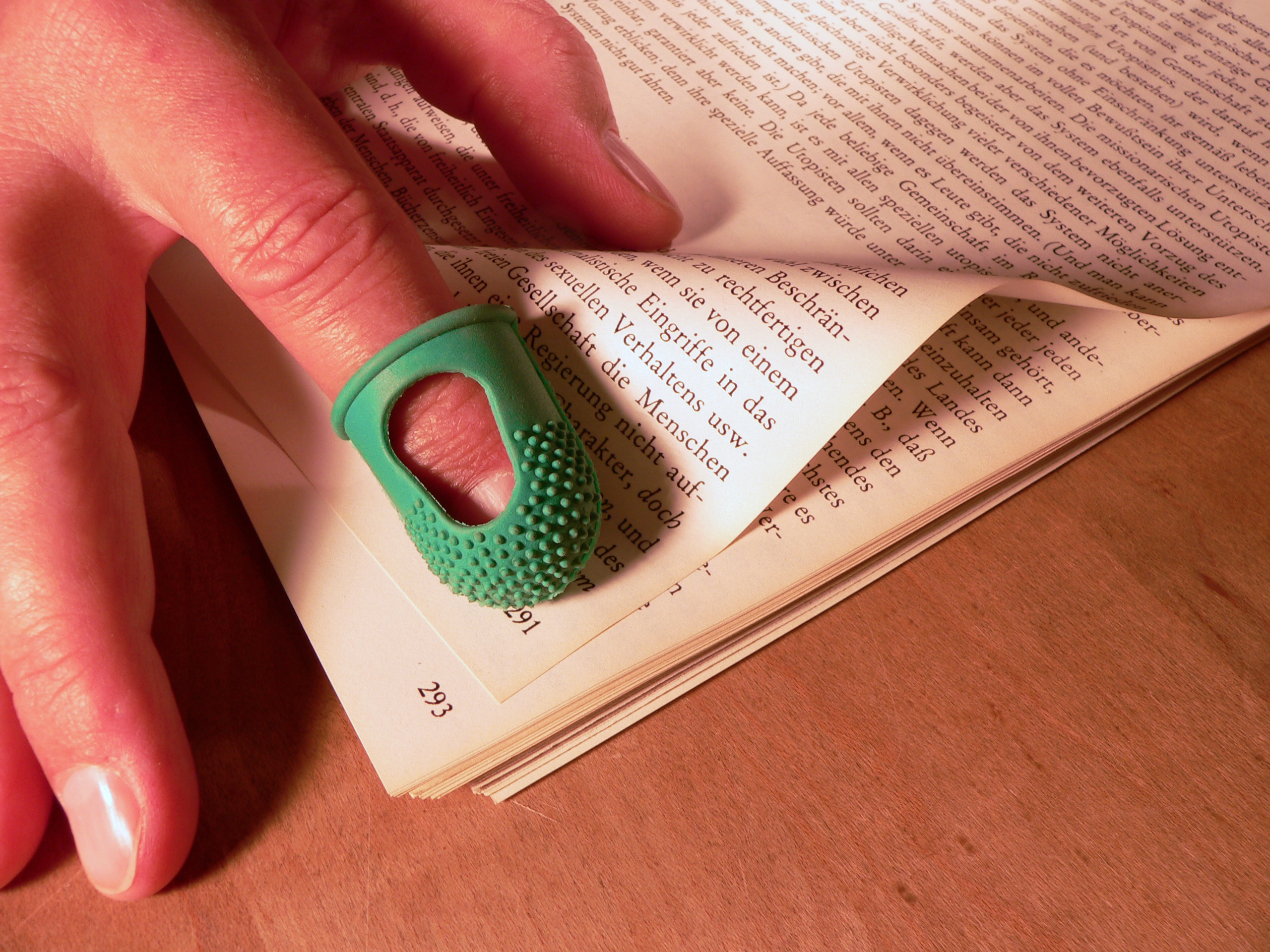
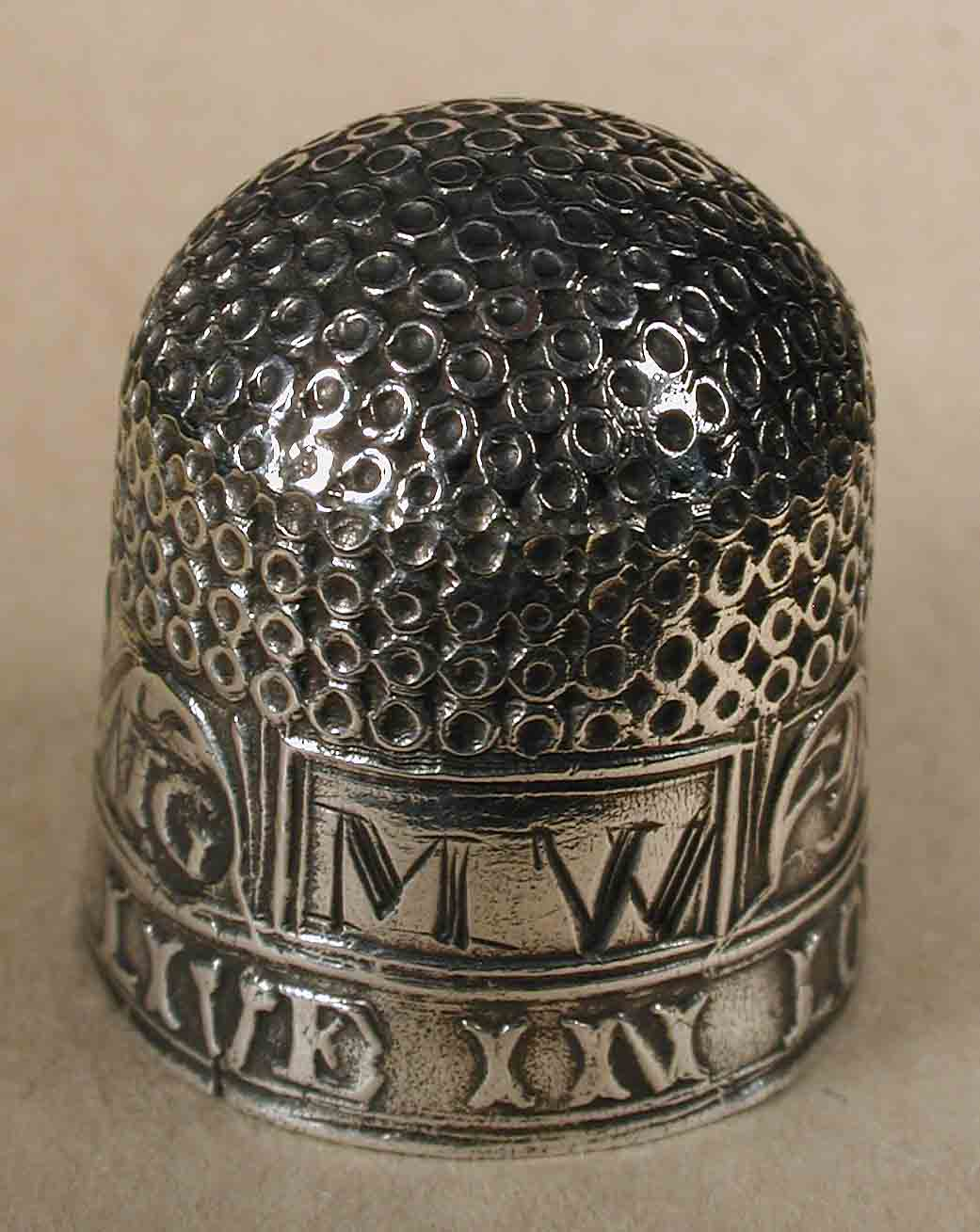